# Diplomáciai jegyzék
A diplomáciai jegyzék a hivatalos diplomáciai érintkezés leggyakoribb írásbeli formája. 

## Tartalma
Tartalma szerint a diplomáciai tevékenység bármely tárgyára vonatkozhat. Egyszerű üzenetektől, hivatalos eljárások rutinszerű lépéseitől – például diplomáciai úton továbbított vízumkérelem, rendezvényi meghívó – fontosabb demarsokon keresztül kiemelkedő jelentőségű nemzetközi szerződések megkötéséig terjedhet a használata.

## Formái
A diplomáciai jegyzéknek történelmileg két formája alakult ki: az írásbeli vagy személyes jegyzék és a szóbeli jegyzék (note verbale). A gyakorlatban ma már csak az utóbbi a használatos.

### Írásbeli jegyzék
Az írásbeli jegyzéket a külügyminiszter intézi a nagykövethez vagy viszont. Személyes levél formájában szövegezik. A 20. század második felében kikopott a gyakorlati használatból.

### Szóbeli jegyzék
Sok félreértés alapja a „szóbeli” jegyzék elnevezése, ugyanis ez is mindig írásban készül és kerül átadásra. Az írásbeli jegyzéktől az különbözteti meg, hogy harmadik személyben fogalmazzák, és nem írják alá, hanem az arra illetékes személy – nagykövet, ügyvivő –  csak a szignójával (rövidített, olvashatatlan kézjegyével) látja el a képviselet körbélyegzője mellett.
A szóbeli jegyzék udvariassági bevezetőből, érdemi részből és udvariassági záradékból áll. Átadhatják személyesen vagy küldhetik kézbesítővel, postán is. A szóbeli jegyzékek formai jegyeit viselik a közös jegyzékek és a körjegyzékek is.

#### Közös jegyzékek
Azonos érdekeltségű államok közös ügyeikben fordulhatnak együttes jegyzékkel (note collective) is a fogadó államhoz. Gyakoribb eset azonban, hogy egyidejűleg, azonos tartalmú jegyzékek (note identique) küldésével demonstrálják egyetértésüket.

#### Körjegyzék
A külügyminisztérium gyakran egyszerre küld azonos tartalmű körjegyzéket (note circulaire)  közös érdekű ügyekben az országban működő valamennyi külképviseletnek. Hasonlóképpen az egyes külképviseletek is küldenek időnként körjegyzéket az összes társ-külképviseletnek és a fogadó ország külügyminisztériumának, leginkább technikai ügyekben – például az elérhetőségek megváltozása esetén.